# European Science Foundation
A European Science Foundation (ESF) é uma associação não governamental, internacionalmente orientada e sem fins lucrativos, que promove a ciência na Europa. Foi fundada em 1974 e seus escritórios estão localizados em Estrasburgo, França (sede).
As Organizações Membros da FSE são academias, organizações e sociedades científicas que executam e financiam a investigação em toda a Europa.

### Contestações às listas ERIH (2008–2011)
O European Reference Index for the Humanities (ERIH) foi lançado pela European Science Foundation (ESF) em 2002 através do seu Standing Committee for the Humanities, como um índice de referência de revistas da área das humanidades. A partir de 2008, a classificação inicial A/B/C do ERIH suscitou críticas de editores e sociedades científicas, que alertaram para um possível uso indevido na avaliação da investigação; a imprensa especializada noticiou protestos coordenados e pedidos de exclusão. Em janeiro de 2009 a ESF abandonou as notas em letras e substituiu-as por categorias descritivas. Em 2014, a responsabilidade pelo ERIH foi transferida da ESF para o NSD – Norwegian Centre for Research Data (Noruega), e o índice foi relançado e ampliado como ERIH PLUS para incluir as ciências sociais.

### Discussões sobre relocalização e governação em Estrasburgo (2012–2014)
A imprensa local de Estrasburgo registou, no final de 2012, preocupações de que a European Science Foundation (ESF) pudesse ser dissolvida ou relocalizada para Bruxelas à medida que organismos a nível europeu eram consolidados, ao mesmo tempo que referia a preferência expressa pela ESF de permanecer em Estrasburgo. A mesma cobertura salientou a diminuição do número de funcionários à época e assinalou uma assembleia geral no final de novembro de 2012 como momento decisório. Em dezembro de 2012, os membros da ESF adiaram uma decisão final sobre o futuro da organização até ao final de 2014.

### Sucessão pela Science Europe (2011)
Em outubro de 2011, a maioria das organizações-membro da European Science Foundation (organismos nacionais de financiamento e de execução de investigação) criou a Science Europe, uma associação sediada em Bruxelas destinada a representar os seus interesses comuns e a coordenar a política de investigação a nível europeu. Esta mudança marcou uma deslocação estratégica face aos papéis tradicionais da ESF — gestão de programas e atribuição de financiamentos — para uma plataforma dedicada à defesa de interesses e ao alinhamento de políticas com as instituições da União Europeia.
Science Europe assumiu muitas das funções de coordenação e de estratégia anteriormente desempenhadas pela ESF, mas não foi concebida para gerir diretamente esquemas de financiamento. Entre 2011 e 2015, a ESF reduziu progressivamente as suas atividades de criação de redes de investigação e transferiu para a Science Europe certas funções de política e de representação.
Na sequência desta transição, a ESF funciona como uma associação regida pelo direito local da Alsácia–Mosela, deixando de deter o estatuto jurídico de fundação, e prossegue como uma organização de serviços científicos de menor dimensão, centrada em atividades como a revisão por pares, a avaliação da investigação e a hospedagem de plataformas científicas. Science Europe tornou-se o principal organismo de defesa e representação dos financiadores e executores nacionais de investigação na Europa.

### Avaliação das unidades de investigação em Portugal (2013–2015)
A agência nacional portuguesa FCT contratou a ESF para apoiar uma avaliação em duas fases das unidades nacionais de I&D. O processo e os resultados foram contestados por parte da comunidade científica portuguesa; em abril de 2015, a Science caracterizou a avaliação como politicamente controversa ao noticiar mudanças na liderança da FCT. Em outubro de 2014, a Nature publicou uma coluna World View de Amaya Moro-Martín referindo «um processo de avaliação viciado apoiado pela ESF»; a ESF exigiu uma retratação e ameaçou ação judicial, conforme noticiado pelo Retraction Watch; mais tarde, a ESF declarou não pretender avançar com uma ação «nesta fase».

### Reduções de pessoal e mudança nas operações (2015–2017)
A imprensa regional noticiou em abril de 2017 que a ESF confirmou a sua presença em Estrasburgo «em bases diferentes», descrevendo uma transição de cerca de 120 trabalhadores para 19 após três planos de despedimento (dois voluntários, um obrigatório), a par de uma reorientação para serviços profissionais sob a marca Science Connect (peer review, avaliações e apoio relacionado) e um objetivo de efetivos de médio prazo na ordem dos 40; exemplos de clientes iniciais citados incluíam o IdEx Bordeaux, a Universidade do Luxemburgo e o AXA Research Fund. A ESF anunciou o lançamento da sua divisão de serviços periciais, Science Connect, em janeiro de 2017 e assinalou a sua instalação num evento no Hôtel de Ville de Estrasburgo em abril de 2017.